# André Masséna
André Masséna (italienska Andrea Massena), född 6 maj 1758 i Nice, död 4 april 1817 i Paris, hertig av Rivoli 1808, furste av Essling 1810, marskalk av Frankrike 1804, var en fransk militär befälhavare under franska revolutionskrigen och Napoleonkrigen.

## Franska revolutionskrigen
När revolutionskrigen bröt ut 1792 hade Masséna tjänat 14 år som underofficer vid ett franskt infanteriregemente men lämnat tjänsten. Han gick åter i tjänst och kämpade med framgång på den norditalienska krigsskådeplatsen, där han under general Napoleon Bonaparte förde division under 1796–1797 års fälttåg. Särskilt utmärkte han sig då han under 24 timmar med sin division kämpade på två slagfält, Rivoli och Favorite, som låg över 50 km från varandra. Bonaparte gav honom tillnamnet l'enfant chéri de la victoire, segerns älsklingsbarn.
Med mindre framgång förde Masséna 1798 befälet i Rom, men året efter vann han nya framgångar då han med 30 000 man avvärjde ryska och österrikiska anfall i Schweiz och därmed räddade Frankrike från en invasion, huvudsakligen genom segern vid Zürich i september 1799. Hans anseende växte ytterligare efter det envisa försvaret av Genua 1800.

## Napoleonkrigen

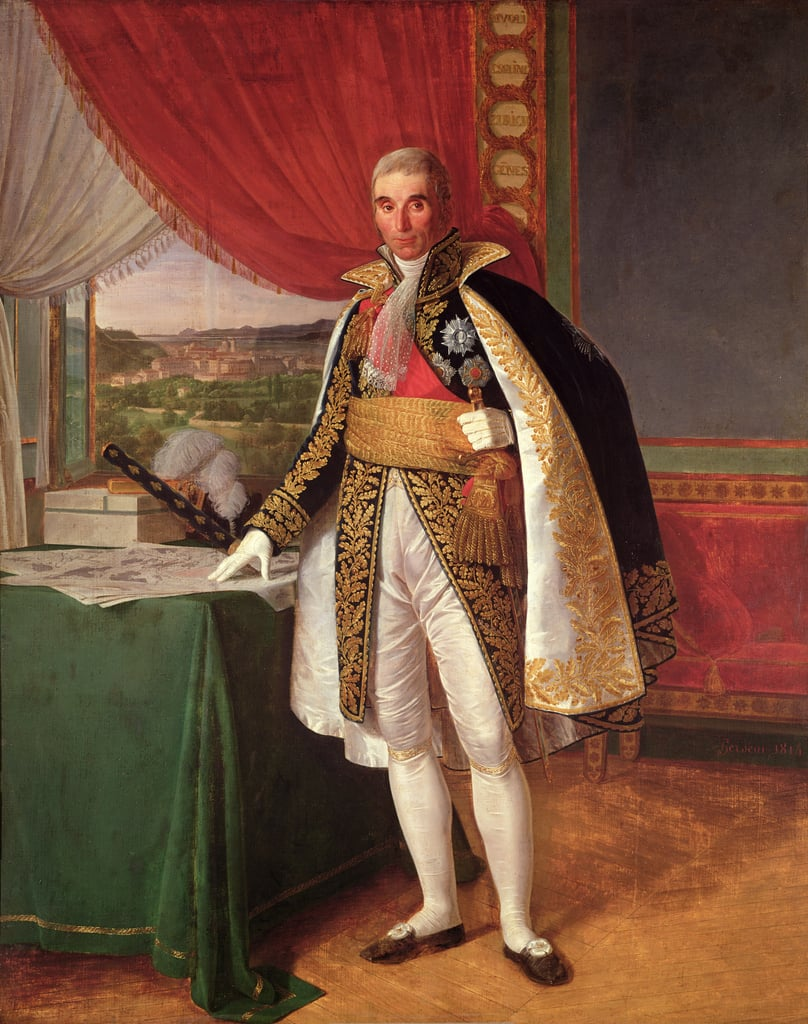
André Masséna som marskalk av Frankrike.

Masséna var ingen hängiven beundrare av Napoleon, men vid kejsardömets grundande 1804 fanns han bland de marskalkar Napoleon utnämnde. Under 1805 års fälttåg förde han befälet i norra Italien, där han 30 oktober besegrades av ärkehertig Karl vid Caldiera. Efter fälttågets slut besatte han 1806 Neapel för kung Joseph Bonapartes räkning. 1807 var han med på fälttåget mot preussare och ryssar i Ostpreussen, och följande år utnämndes han till hertig av Rivoli.
1809 förde Masséna en armékår vid den armé med vilken Napoleon ryckte mot österrikarna, och i det häftiga slaget vid Aspern-Essling 21–22 maj ledde han den ursinniga och ihärdiga striden om dessa två byar. I slaget vid Wagram 5–6 juli samma år stod han med sin kår på vänstra flygeln och fick motta det anfall med vilket österrikarna avsåg avskära fransmännen från broarna över Donau. Efter slaget utnämndes han till furste av Essling.
Följande år sändes Masséna till Spanien men förmådde inte vända krigslyckan till fransmännens förmån, oaktat han vid Fuentes de Oñoro 3 och 5 maj 1811 avvisade hertigen av Wellingtons anfall. Han ersattes efter detta slag av Auguste Marmont och användes inte vidare i fält utan placerades 1813 som guvernör i Toulon. Efter Napoleons första abdikation 1814 gick han över till Ludvig XVIII. Med anledning av sitt förhållande vid Napoleons återkomst 1815, då han förde befälet över 8:e militärdivisionen i Marseille, ställdes han inför rätta, men frikändes.
Massénas Mémoires utgavs 1849 av general Jean-Baptiste Koch.

## Utmärkelser
- Marskalk av kejsardömet
- Storkors av Hederslegionen
- Bayerska kronorden
- Hessiska Ludvigsorden
- Sankt Hubertusorden
- Järnkroneorden
- Storkors av Sankt Stefansorden
- Namn ingraverat på Triumfbågen
- Badiska husorden Fidelitas
- Kommendör av Sankt Ludvigsorden
- Marskalk av Frankrike
- Kristusorden

[Redigera Wikidata]